# Kanajo to kare
Kanajo to kare è un film del 1963 diretto da Susumu Hani.